# Paula Vásquez Lezama
Paula Vásquez Lezama (Caracas, 9 de febrero de 1969-París, 22 de marzo de 2021) fue una antropóloga y socióloga venezolana radicada en Francia. En sus investigaciones indagó sobre la gestión de catástrofes, la inseguridad sanitaria y ambiental, así como las crisis política y social de la Venezuela contemporánea.

## Biografía
Hija del filósofo, experto en Hegel, Eduardo Vásquez. Realizó estudios de sociología en la Universidad Central de Venezuela (UCV), graduándose en 1994. En 1998 se mudó a Francia, allí se especializó en políticas sociales, obteniendo una maestría por la Universidad Panthéon-Sorbonne al año siguiente. En 2007 concluyó el doctorado en Antropología Social y Etnología de la Escuela de Estudios Superiores en Ciencias Sociales (EHESS).
Como docente, enseñó tanto en Venezuela como en Francia: UCV, París 13, París Descartes y el EHESS. Se desempeñó como investigadora del Centro Nacional para la Investigación Científica (CNRS) desde 2012 hasta su fallecimiento. Fue jefa de proyecto en la Unicef en el periodo 1996-1997, así como consultora en diversas organizaciones y oficinas públicas. 
Autora de diversas publicaciones científicas, destacan los libros: Poder y Catástrofe. Venezuela bajo la tragedia de 1999 (2008), Le chavisme : un militarisme compassionnel (2013) y Pays hors service (2019), publicado en español como País fuera de servicio (2021).
En la última etapa de su vida tuvo repercusión mediática como especialista de Venezuela para medios franceses e internacionales. En 2018 coordinó el número 697 de la revista Les Temps Modernes, el cual estuvo dedicado a la crisis venezolana.
Falleció a los 52 años en 2021.